# UMI.CMS
UMI.CMS — коммерческая многосайтовая система управления контентом, созданная командой российских разработчиков «Юмисофт». В массовую продажу поступила в 2007 году. Написана на языке программирования PHP и использует базу данных MySQL.
По утверждению пресс-службы компании Юмисофт по состоянию на май 2015 года на платформе UMI.CMS работают около 800 000 сайтов  различного масштаба: сайты‐визитки, каталоги товаров, интернет‐магазины, порталы и т.д.
В конце 2015 года фирма «1С» вошла в состав владельцев группы компаний UMI.

## Системные требования
UMI.CMS является кроссплатформенным программным обеспечением. Рекомендуемой типовой конфигурацией для системы является веб-сервер Apache под операционной системой Linux, которая доступна практически на любом виртуальном хостинге. Производитель UMI.CMS гарантирует работу системы на этой конфигурации и оказывает по ней поддержку.
Также к серверу Apache должны быть установлены и подключены модули mod_rewrite и mod_auth (для интеграции с 1С наличие модуля mod_auth обязательно). В настройках должна быть включена директива AllowOverride со значением "All" или "Options FileInfo AuthConfig", и при этом директива AccessFileName должна иметь значение ".htaccess".
PHP должен быть собран с подключенными библиотеками zLib, GD, libxml, mb_string, iconv, xsl, SimpleXML, xmlreader. Режим safe_mode должен быть выключен. Должна быть разрешена опция allow_url_fopen или подключена библиотека cURL. Объём памяти, выделяемой на выполнение скриптов (директива memory_limit в файле php.ini), должен составлять не менее 32 мегабайт (установка и работа при 16 мегабайт возможна, но не гарантируется). Начиная с версии 2.8.4.4 и более старших требуется поддержка JSON. Это необходимо для работы нового файлового менеджера elFinder и интеграции с Яндекс.Метрикой).
CMS использует базу данных MySQL версии 5 и выше, с поддержкой InnoDB (работа на 4.1 и выше возможна, но не рекомендуется). Позволяет использовать другие источники данных. Поддерживает технологию динамической загрузки изменений AJAX.

## История
В апреле 2015 года «Юмисофт» выпустила релиз UMI.CMS 2.10, в котором добавлен PHP-шаблонизатор — простое, быстрое и очень гибкое решение для шаблонизации. Среди преимуществ использования PHP-шаблонизатора: выросшее быстродействие —  сайт будет работать в два раза быстрее; возросшая доступность технологии — для построения решений при использовании нового шаблонизатора потребуются только специалисты php, которых значительно проще найти на рынке; время разработки типового проекта с использованием PHP-шаблонизатора в два раза меньше по сравнению с временем разработки аналогичного решения с использованием XLST; более широкая возможность кастомизации шаблонов.

## Возможности UMI.CMS

### Для разработчиков
- Возможность распространять на базе UMI.Market свой модуль как бесплатно, так и на коммерческих условиях, устанавливая свою цену и получая 85% прибыли с каждой продажи. Продажу готовых продуктов осуществляет UMI, а разработчик, таким образом, получает дополнительный заработок.
- Универсальный подход к системе шаблонизации и широкий перечень шаблонов: PHP, TPL и XSLT-шаблонизаторы, UMI.Framework. Эти преимущества позволяют разработчикам варьировать процесс производства, ориентируясь на конкретные задачи.
- Наличие технической поддержки и документации.
- Гибкая партнерская программа, благодаря которой разработчики-партнеры UMI.CMS могут получить бесплатно лицензию, скидку до 60% на все редакции UMI.CMS, место среди официальных разработчиков и пр.

### Для пользователей
- Удобство и простота работы с системой — с ней справится даже человек далекий от разработки интернет-проектов и совсем не разбирающийся в HTML-коде.
- Уникальный инструмент редактирования контента Edit-in-Place — позволяет редактировать цены, названия, описания, фото и прочие элементы прямо в пользовательской части.
- Тулбар в браузере. Позволяет получать моментальные оповещения о событиях, происходящих на сайте: новые заказы, сообщения и прочее.
- Функция Drag&Drop. Одним движением мыши любой элемент структуры сайта можно «перетащить» в другое место корневого раздела или поместить внутрь одного из каталогов.
- Архив изменений веб-страниц.
- SEO-оптимизированность.
- Интеграция с социальными сетями Facebook, Twitter, ВКонтакте, Одноклассники, Живой Журнал, с основными сервисами доставки и оплаты, системой 1С-Предприятие и Яндекс.Маркетом.
- Система адаптирована под мобильные устройства iOS, Android, Blackberry, Windows Phone 7, Symbian и выдает им мобильную версию сайта.

## Редакции
Система предоставляется в открытом исходном коде, есть API разработчика. Большинство задач решают 28 стандартных модулей UMI.CMS — таких как «Интернет-магазин», «Статистика», «Фотогалереи», «Каталог», «Обмен данными», «Баннеры», «Социальные сети», «Новости» и т. д.
Поставляется в 5 редакциях, различающихся количеством включенных модулей:
- Lite — для небольших сайтов,
- Corporate — для корпоративных сайтов,
- Business — для крупных сайтов с большим объёмом структурированных данных,
- Shop — для интернет-магазинов,
- Commerce — для крупных интернет-магазинов и порталов.

Редакции UMI.CMS отличаются функционалом, количеством модулей, а также ограничением на количество сайтов. Подробная информация наглядно представлена в таблице.
| Сравнение редакций                                      | Lite  | Corporate | Shop   | Business | Commerce |
| ------------------------------------------------------- | ----- | --------- | ------ | -------- | -------- |
| Цена                                                    | 4 900 | 11 900    | 22 900 | 22 900   | 34 900   |
| Готовые сайты                                           | V     | V         | V      | V        | V        |
| Многосайтовость (неограниченное число сайтов и доменов) |       | V         |        | V        | V        |
| Неограниченное число языков                             | V     | V         | V      | V        | V        |
| Бесплатная поддержка                                    | V     | V         | V      | V        | V        |
| Обновления системы                                      | V     | V         | V      | V        | V        |
| Возможность подключения доп. модулей                    | V     | V         | V      | V        | V        |
| Мобильная версия                                        | V     | V         | V      | V        | V        |
| Поддержка мобильного приложения UMI.Manager             |       |           | V      |          | V        |
| VIP-Забота                                              |       |           |        |          | 3 месяца |
| Количество модулей                                      | 14    | 21        | 22     | 24       | 27       |
| Модули                                                  |       |           |        |          |          |
| Ядро и Конфигурация                                     | V     | V         | V      | V        | V        |
| Автообновления                                          | V     | V         | V      | V        | V        |
| Корзина                                                 | V     | V         | V      | V        | V        |
| Файловая система                                        | V     | V         | V      | V        | V        |
| SEO                                                     | V     | V         | V      | V        | V        |
| Резервирование                                          | V     | V         | V      | V        | V        |
| Шаблоны данных                                          | V     | V         | V      | V        | V        |
| Структура                                               | V     | V         | V      | V        | V        |
| Пользователи                                            | V     | V         | V      | V        | V        |
| События                                                 | V     | V         | V      | V        | V        |
| Поиск                                                   | V     | V         | V      | V        | V        |
| Новости                                                 | V     | V         | V      | V        | V        |
| Статистика                                              | V     | V         | V      | V        | V        |
| Блоги                                                   | V     | V         |        | V        | V        |
| Меню                                                    |       | V         | V      | V        | V        |
| Форум                                                   |       | V         | V      | V        | V        |
| Комментарии                                             |       | V         | V      | V        | V        |
| Обратная связь                                          |       | V         | V      | V        | V        |
| Опросы                                                  |       | V         |        | V        | V        |
| Рассылки                                                |       | V         | V      | V        | V        |
| Фото- и видео-галереи                                   |       | V         |        | V        | V        |
| Баннеры                                                 |       |           |        | V        | V        |
| Каталог                                                 |       |           | V      | V        | V        |
| Обмен данными                                           |       |           | V      |          | V        |
| Интернет-магазин                                        |       |           | V      |          | V        |
| Социальные сети                                         |       |           | V      |          | V        |
| FAQ                                                     |       |           |        | V        | V        |

Ранее выпускалась бесплатная редакция UMI.CMS Start для быстрого создания качественного сайта. Однако с 1 марта 2013 года «Юмисофт» прекратила выпуск лицензий бесплатной редакции UMI.СMS Start, а также активацию ранее выданных ключей. Теперь получать сайты на UMI.CMS бесплатно можно с помощью сервиса готовых сайтов UMI.ru.
«С целью оптимизации линейки бесплатных коробочных и облачных продуктов мы решили оставить только облачный — он проще и доступнее для клиентов с нулевым бюджетом и минимальной технической квалификацией», — поясняет Сергей Котырев, генеральный директор группы компаний UMI.

## Интеграция
UMI.CMS интегрирована со следующими внешними программами и сервисами:
- 1С,
- Яндекс.Маркет,
- МойСклад,
- ВКонтакте,
- Google Picasa,
- Яндекс.Метрика,
- Яндекс.Деньги,
- RBK Money,
- другие сервисы и системы онлайн-платежей.

### Интеграция с 1C
В UMI.CMS осуществлена полная интеграция с торговыми конфигурациями платформы «1С: Предприятие», обеспечивающая импорт-экспорт данных в двустороннем порядке.

## Распространенность
| \| \| \| | 6 % |
|          |     |

|  |  |

| \| \| \| | 22,5 % |
|          |        |

|  |  |

| \| \| \| | 30,9 % |
|          |        |

|  |  |

| \| \| \| | 31,4 % |
|          |        |

|  |  |

| \| \| \| | 26,4 % |
|          |        |

|  |  |

| \| \| \| | 6,94 % |
|          |        |

|  |  |

| \| \| \| | 7,85 % |
|          |        |

|  |  |

| \| \| \| | 8,27 % |
|          |        |

|  |  |

| \| \| \| | 9,09 % |
|          |        |

|  |  |

| \| \| \| | 9,71 % |
|          |        |

|  |  |

Согласно анализу, проведенному порталами 3DNews.ru и CMS Magazine, в июле 2012 года UMI.CMS вышла на третье место среди коммерческих CMS (после 1С-Битрикс и NetCat), обогнав HostCMS. Кроме того, начиная с 2011 года происходило сокращение разрыва между NetCat и UMI.CMS. В 2014 году, согласно рейтингу Tagline, UMI.CMS вышла на второе место по распространенности среди платных CMS, обогнав NetCat .
- 1-е место в Рейтинге CMS по качеству за 2011 год согласно исследованию Tagline — с 112,65  баллами по ключевым параметрам качества.
- 1-е место как самая быстрая русскоязычная CMS в исследовании, опубликованном на CMSList.ru — UMI.CMS показала в тестировании лучшие результаты по скорости. Исследование основано на данных, прозвучавших на докладе К. Малова из Хостинг-Центра РБК на СПИК-2008.
- 2-е место в Рейтинге CMS по версии iTrack за 2015 год.
- 2-е место в рейтинге платных тиражных CMS согласно Ruward:Track за 2015 год.
- 2-е место в наиболее достоверном и открытом Рейтинге движков для интернет-магазинов, составленном онлайн-журналом E-pepper.ru за 2015 год.
- 2-е место среди систем управления сайтами согласно исследованию Рейтинг Рунета за 2012 год.
- 2-е место в Рейтинге коробочных CMS за 2012 год согласно исследованию Tagline — с 26% долей рынка по использованию веб-разработчиками.
- 2-е место среди систем управления сайтами в России в рейтинге CMS согласно исследованию Tagline за 2010 год.
- 2-е место среди систем управления сайтами в России в рейтинге Tagline за 2009 год. UMI.CMS также показала самую лучшую динамику — количество студий, использующих UMI.CMS, за год выросло почти в 4 раза (с 6% до 22,5%).
- UMI.CMS в рейтинге Рунета в категории «Коммерческая коробочная CMS»: 3-е место в 2011 и 2012 гг, 4-е место в 2010 г.[9].
- 3-е место по суммарному тИЦ и 5-е место по количеству работ в рейтинге CMS аналитического портала рынка веб-разработок CMS Magazine за 2015 год.
- 6-е место среди CMS с самой быстрой загрузкой страниц в комплексном исследовании систем управления сайтами в Рунете, Байнете и Уанете согласно Openstat за 2014 год.
- Согласно статистике регистратора доменных имен REG.RU, UMI.CMS входит в ТОП-20 CMS на сайтах зоны .RU и занимает 10-е место по состоянию на июнь 2015 года.

## Безопасность
Система проходит постоянный аудит безопасности у специалистов команды ONsec, что снижает вероятность наличия распространенных уязвимостей.
Кроме того, компания-разработчик предоставляет всем клиентам сервис «Аудит безопасности». Сервис предоставляется бесплатно для всех клиентов UMI.CMS, вне зависимости от версии системы и даты её приобретения.

## Партнерская сеть
Партнерская сеть UMI.CMS насчитывает более 2700 (на май 2015 года) веб-студий и частных веб-разработчиков в России, Беларуси, Украине, Казахстане. Существует программа поддержки партнеров.
В партнерской сети UMI.CMS существуют четыре статуса: партнер, серебряный партнер, золотой партнер и платиновый партнер .
Статус партнера отражает его профессионализм, активность на рынке и опыт разработки сайтов на базе UMI.CMS.
Изменение статуса происходит автоматически при достижении требуемого количества активных баллов. Любой существующий статус будет неизменным 1 год с момента его изменения. По истечении 1 года с момента последнего изменения статуса статус будет автоматически меняться или сохраняться в зависимости от количества активных баллов на момент пересмотра статуса.
В ноябре 2014 года «Юмисофт» открыла UMI.Market, куда партнеры могут добавлять собственные расширения, готовые решения и модули. Для веб-разработчиков UMI.Market — прекрасная возможность пассивного заработка. Любой партнер UMI.CMS может разместить на Маркете свой собственный модуль, расширение к существующему модулю или готовое решение, реализованные на основе UMI.CMS 2. На май 2015 года в Маркете насчитывается более 550 решений под любые запросы.
Отправить модуль, расширение или готовое решение можно из партнерского кабинета, приложив его в виде tar архива. Для упаковки необходимо использовать Экспортер для UMI.Market.

## Образовательная деятельность
Компания «Юмисофт» ведет регулярную образовательную деятельность для веб-разработчиков в формате бесплатных курсов и мастер-классов по разработке сайтов.
Кроме того, компания является организатором популярной серии бесплатных региональных семинаров по интернет-маркетингу «Ловим сетью».
Генеральный директор «Юмисофт» Сергей Котырев регулярно выступает и организует тематические секции на ведущих мероприятиях, посвященных веб-разработке и онлайн-бизнесу.
В начале 2015 года специально для веб-студий и агентств, которые делают сайты на платформе UMI.CMS, было создано «Сообщество разработчиков сайтов на базе UMI.CMS». В рамках сообщества проводятся оффлайновые встречи раз в месяц для обсуждения актуальных вопросов веб-разработки, на которых профессионалы имеют возможность поделиться своим мнением и опытом работы с UMI.CMS.

## Награды
В 2007 году UMI.CMS победила в региональном этапе Фестиваля интернет-проектов «Новая реальность-2007» и стала Дипломантом 2007 года от Северо-Западного федерального округа в номинации «Технологии и инновации». В том же году сайт umi-cms.ru стал лауреатом конкурса «Золотой сайт — 2007».
В рамках 18-й Российской выставки информационных и компьютерных технологий Softool-2007 UMI.CMS стала призёром конкурса «Продукт года 2007», заняв третье место в номинации «Интернет-технологии». 
UMI.CMS получила сертификат «Безопасное веб-приложение». Специалисты команды ONsec произвели полное исследование UMI.CMS на предмет уязвимостей, в результате которого в 2010 году система получила сертификат «Безопасное веб-приложение».
9 апреля на выставке «Дизайн и Реклама-2010» состоялось вручение сертификата «Юмисофту» от «Корпорации РБС»(легенды рынка российской поисковой оптимизации), подтверждающего, что система UMI.CMS оптимальна для SEO. Сертификат подтверждает, что сайты, сделанные на UMI.CMS, удобны для раскрутки и отлично индексируются поисковыми системами.
Аналитический центр «ТопЭксперт» опубликовал результаты глобального исследования «CMS для SEO», в котором проанализировал все ведущие системы управления сайтами с точки зрения требований поисковой оптимизации (SEO). По результатам анализа, UMI.CMS получила наивысший балл соответствия SEO-стандартам, что подтверждено официальным статусом «Одобрено центром исследований «ТопЭксперт» как CMS, оптимально адаптированная для SEO».
На ежегодной премии SaaS-решений «Облака-2012», в номинации «Облака для государства» по итогам открытого голосования победил проект UMI.Edu, разработанный компанией «Юмисофт» для департамента образования г. Москвы.

## UMI.Cloud
Платформа UMI.Cloud создана компанией «Юмисофт» в 2010 году. Это первая в Рунете отчуждаемая SaaS-платформа для предоставления в аренду или продажи готовых сайтов. Продукт позволяет автоматически создавать независимые управляемые веб-сайты высокого качества в любом количестве. Платформа доступна как в коробочной версии (UMI.CMS), так и в виде SaaS-решения (UMI.ru), которое поставляет готовые сайты на серверах производителя с возможностью выкупа лицензии в собственность.
Уже в 2010 году платформа UMI.CLOUD заняла первое место в рейтинге StartupIndex, который оценивает степень инвестиционной привлекательности российских стартапов..
На платформе UMI.Cloud было реализовано несколько образовательных проектов:
- «Порталы и сайты образовательных учреждений» — проект объединяющий все образовательные учреждения Западного округа Москвы, содержит 205 сайтов.
- «Сайты образовательных учреждений Москвы» — проект объединяющий все образовательные учреждения Москвы, содержит 1997 сайтов.
- «Образовательные учреждения Московской области» — более чем для 2000 образовательных учреждений Московской области.[19]

### Документация
1. ↑  Статья о написании пользовательского драйвера в официальной документации. UMI Soft (11 февраля 2009). Архивировано 2 марта 2012 года.

### Официальные ресурсы
- Официальный сайт UMI.CMS
- Блог руководства, разработчиков и партнеров UMI.CMS
- Обучение веб-разработчиков
- Официальная UMI.wiki

### Статьи
- Сравнительный юзабилити-тест использования различных CMS для управления корпоративным сайтом
- Первый рейтинг скорости русскоязычных CMS
- Неофициальное сообщество UMI.CMS
- Обмен опытом разработки сайтов на UMI.CMS
- Статьи по разработке сайтов на UMI.CMS, в основном api
- Предпроектная подготовка: зачем нужен сайт и какие задачи он может решать
- UMI.CMS: сайт как набор XML-сервисов
- Куда движется рынок веб-разработки. Интервью Сергея Котырева для SEOPult TV
- Сейчас корпоративный сайт — это инструмент продаж. Интервью Сергея Котырева для «Корпорации РБС»
- Интервью Сергея Котырева для программы «Рунетология»
- Интервью Сергея Котырева для портала Webmasters